# Иван-город (фрегат)
«Иван-город» — парусный фрегат Балтийского флота Русского царства, находившийся в составе флота с 1705 по 1710 год, один из двух фрегатов типа «Архангел Михаил». Во время службы принимал участие в Северной войне, в том числе ледовом походе Выборгу, крейсерских плаваниях и обороне Кроншлота.

## Описание судна
Парусный деревянный фрегат, один из двух фрегатов типа «Архангел Михаил», строившихся на Сясьской верфи с 1702 по 1705 год. Длина судна по сведениям из различных источников могла составлять 26,6—28,7 метра, ширина от 6,93 до 7,5 метра, а осадка от 3,25 до 3,5 метра. Первоначальное вооружение фрегата состояло их одиннадцати 6-фунтовых орудий, затем было увеличено до 28 орудий. Численность экипажа судна могла достигать 120 человек. Так, например в кампанию 1708 года на фрегате было 110 человек.

## История службы

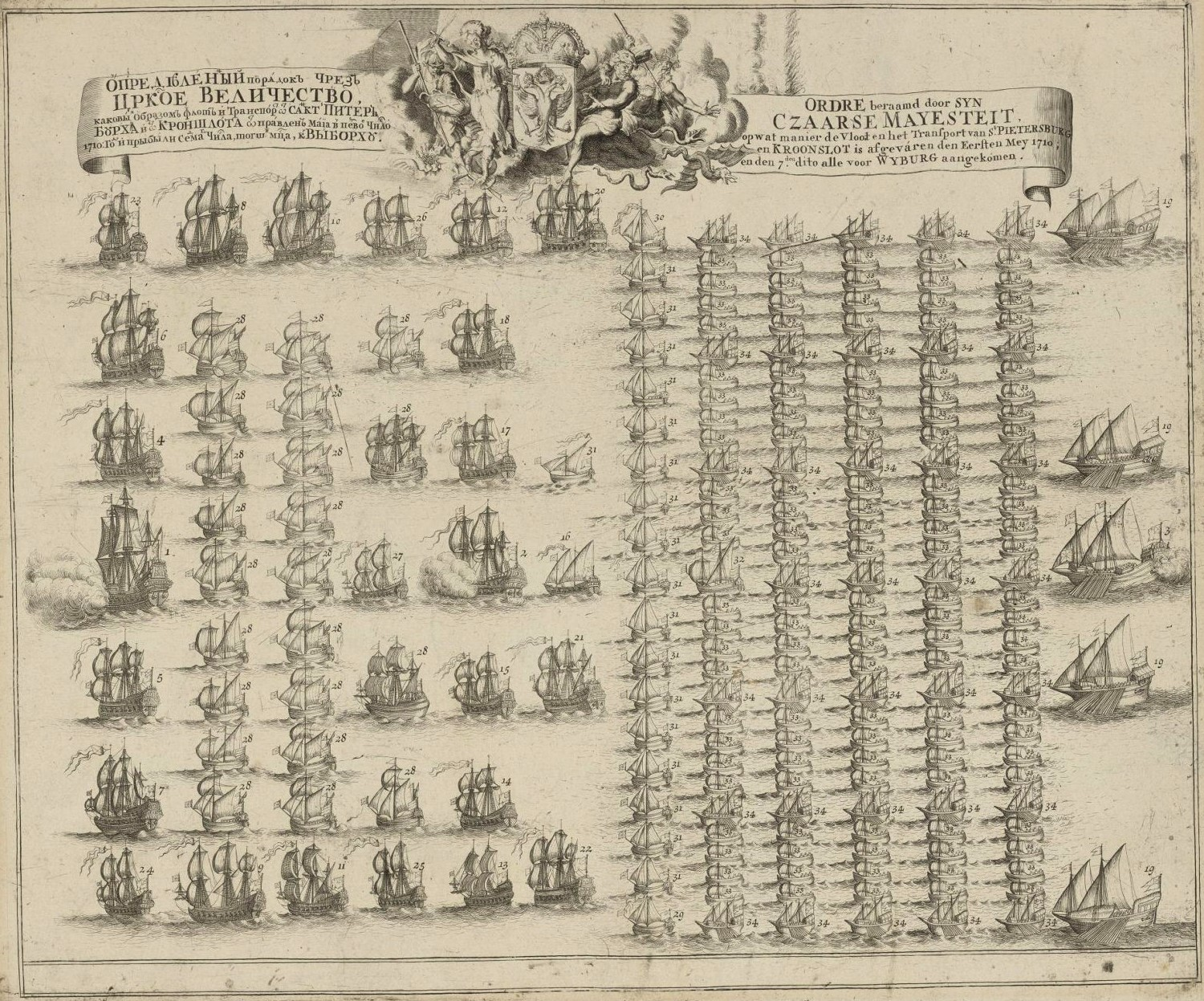
Порядок построения Балтийского флота во время похода к Выборгу

Фрегат «Иван-город» был заложен на стапеле Сясьской верфи 1 (12) декабря 1702 года. Строительство вёл кораблестроитель Воутер Воутерсон. 9 (20) апреля 1705 года олонецкий губернатор И. Я. Яковлев писал князю А. Д. Меншикову:

На Сясе х карабль боцман и канапатчики посланы и припасы что ктому караблю надлежат посылаем.— Письмо И. Я. Яковлева — А. Д. Меншикову от 9 (20) апреля 1705 года с Олонецкой верфи
После спуска на воду 27 мая (7 июня) 1705 года фрегат вошёл в состав Балтийского флота России и в том же году совершил переход с верфи до Санкт-Петербурга, а затем к Кроншлоту.
Принимал участие в Северной войне 1700—1721 годов. В кампанию 1705 года под командованием старшего капитана П. Лобека принимал участие в обороне Кроншлота.
С 1706 по 1710 год ежегодно с мая по октябрь в составе эскадр также выходил из Санкт-Петербурга к Кроншлоту для защиты Санкт-Петербурга со стороны моря, а на зимовку каждый год уходил в Неву. Также периодически совершал крейсерские плавания к Красной Горке и использовался для обучения экипажа, совершая маневры на рейде.
В кампанию 1707 года входил в состав эскадры под командованием вице-адмирала К. И. Крюйса под Кроншлотом.
В списке «судов царского флота», находившегося в мае 1708 года на якорях в тридцати верстах от Санкт-Петербурга между островом Ричарда и Кроншлотом под общим командованием генерал-адмирала Ф. М. Апраксина и вице-адмирала К. И. Крюйса, составленном английским дипломатом Чарльзом Уитвортом, фигурирует во составе отряда из 12 кораблей, состоявшего из кораблей «Думкрат», «Олифант», «Нарва», «Санкт-Петербург», «Святой Михаил», «Ивангород», «Триумф», «Кроншлот», «Фама», «Дерпт», «Штандарт» и «Шлиссельбург».
Принимал участие в ледовом походе кораблей Балтийского флота от Кроншлота в Выборгу, с 1 (12) по 14 (25) мая 1710 года находился в составе эскадры Петра I, которая сопровождала до Берёзовых островов следовавшие в Выборг транспортные суда с войсками, провиантом и артиллерией.
По окончании службы после 1710 года фрегат «Иван-город» был разобран.

## Командиры фрегата
Командирами фрегата «Иван-город» в составе российского флота в разное время служили:
- старший капитан П. Лобек (1705 год)[15];
- капитан К. Слейс[комм. 6] (1706—1709 годы)[11];
- старший капитан Я. Валронт (1710 год)[14].